# Chincholi (H), Chitapur
Chincholi (H) là một làng thuộc tehsil Chitapur, huyện Gulbarga, bang Karnataka, Ấn Độ.